# 風祭滋音
風祭 滋音（かざまつり じおん、2006年12月30日 - ）は、日本の音楽家、シンガーソングライター。東京都大田区出身。ポップシンガーの風祭東の息子。  

## 来歴
- 8歳頃、ビートルズに影響され初めてギターを手にし、音楽に目覚め、ある時、絶対音感があることに気づいたという。
- 2018年11月22日、Shibuya O-WESTで開催されたビートルズを愛するミュージシャンやファンが集い、楽曲を披露するトリビュートライブイベント「Back in the Beatles」[1]。で実質初ステージを踏む。このステージで「ブラックバード」をギター演奏した。この曲はギターを始めて最初に練習し、2週間かけて弾けるようになった思い入れのある楽曲で、伊豆田洋之がボーカルを担った。当時11歳ながら観客から評価を受けたこの経験は、プロの音楽家として歩み始める大きなきっかけとなった。[2]。
- 2024年12月8日、廣田龍人が主催するオノ・ヨーコ公認のトリビュートイベントであり、ジョン・レノンの命日付近に毎年開催されているイベント「John Lennon Forever」に出演。ギター・ボーカルで出演、「アクロス・ザ・ユニバース」を演奏。このステージで初めて歌を披露し、観客から反響を得た。
- 2024年12月30日、18歳の誕生日にデビューシングル「Reincarnation」をリリース。[3]。作詞・作曲・編曲・楽器演奏など制作をセルフプロデュースで行った。楽曲のテーマは愛、平和、人の生き方を描いている。また、YouTubeに公開されたMVでは自身が出演しながら、制作・監督・編集も自ら担当した。

## ディスコグラフィ

### シングル
- 2024年12月30日：「Reincarnation」